# Наука і технології в Ізраїлі

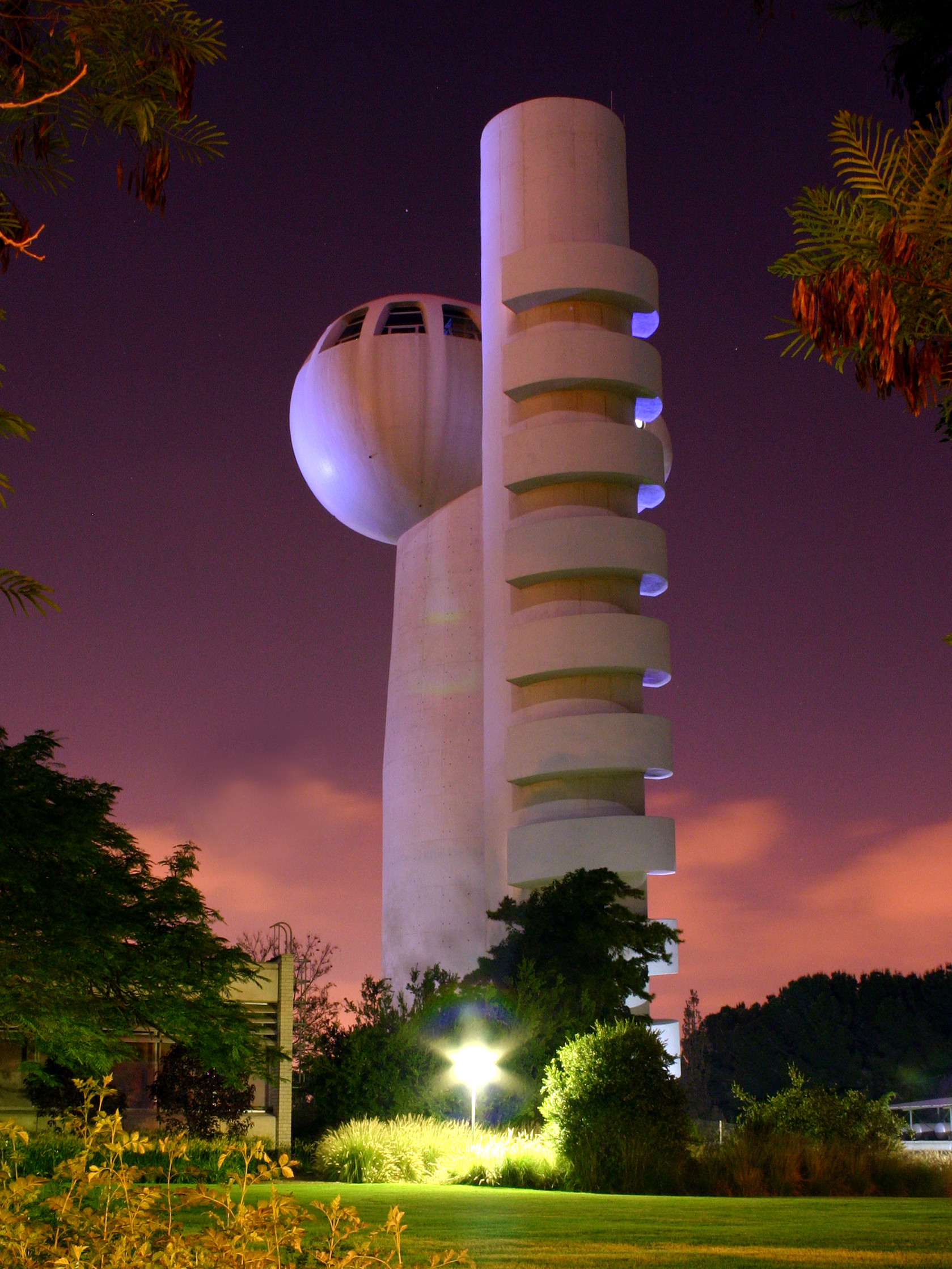
Прискорювач елементарних часток, Інститут Вейцмана, Реховот

Початок ізраїльській науці поклали спроби перетворити практично дику та неосвоєну територію на сучасну країну. Зараз, проте, освіті ізраїльська наука стала дуже різноманітною та вкриває численні області знань. Число людей, задіяних в наукових дослідженнях та технологічних розробках, так само як і відсоток витрат відносно ВВП, є одними з найвищих у світі. Багато наукових досліджень також ведеться у співпраці з іншими країнами.

## Університетська наука

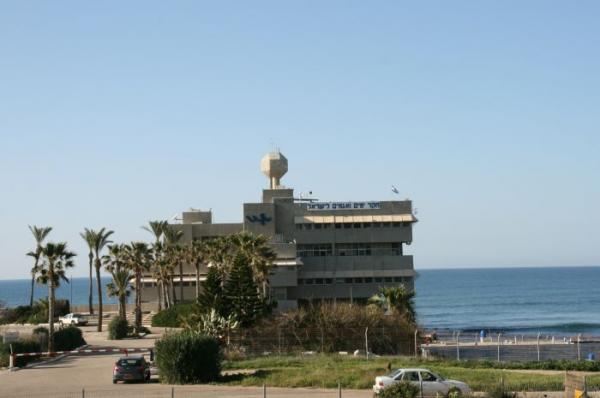
Національний інститут океанографії, Хайфа

Понад 80 % всіх наукових робіт, що приводять до публікацій, проводиться в університетах, університети є основними центрами фундаментальної науки у країні, що проводиться на найвищому світовому рівні. Саме завдяки університетським дослідженням Ізраїль займає перше місце у світі за числом наукових публікацій на душу населення. Про високий рівень науки каже й те, що два громадянина Ізраїлю, біохіміки Аврагам Гершко і Агарон Чехановер стали лауреатами Нобелівської премії з хімії 2004 року за відкриття убіквітин-залежного протеолізу, а економісти Даніель Канеман і Ісраель Ауманн отримали Премію пам'яті Нобеля з економіки у 2002 і 2005 роках, відповідно.
Але фундаментальна наука не є єдиним напрямком діяльності університетів, на що вказує велике число патентів, отриманих ними, їх зв'язки з промисловістю та успішна робота багатьох дослідницьких центрів, заснованих поруч з університетами.
Серед найвідоміших академічних наукових установ всі вісім ізраїльських університетів, ряд афілійованих з ними організацій, Інститут біологічних досліджень, Інститут сільського господарства Вулканії, Національний інститут океанографії та інші установи.

## Біотехнології
Більш за половину наукових публікацій країни приходиться на біотехнологію, біомедичні та клінічні дослідження. Ізраїльські дослідники розробили методи отримання людського гормону інтерферону, ефективного проти вірусних інфекцій, та копаксон, препарат, ефективний проти розсіяного склерозу. Генна інженерія широко використовується для отримання багатьох методів діагностики, заснованих на моноклональних антитілах, та отримання мікробіологічних продуктів.
В країні було розроблено велике число медичного приладдя як для діагностичних, так і лікувальних цілей, що використовується по всьому світу. Це приладдя включає сканери для комп'ютерної томографії, системи відображення магнітного резонансну, ультразвукові сканери, хірургічні лазери, мініатюрні камери, що містяться на невеликих таблетках та проковтуються для дослідження травного тракту.

## Озброєння

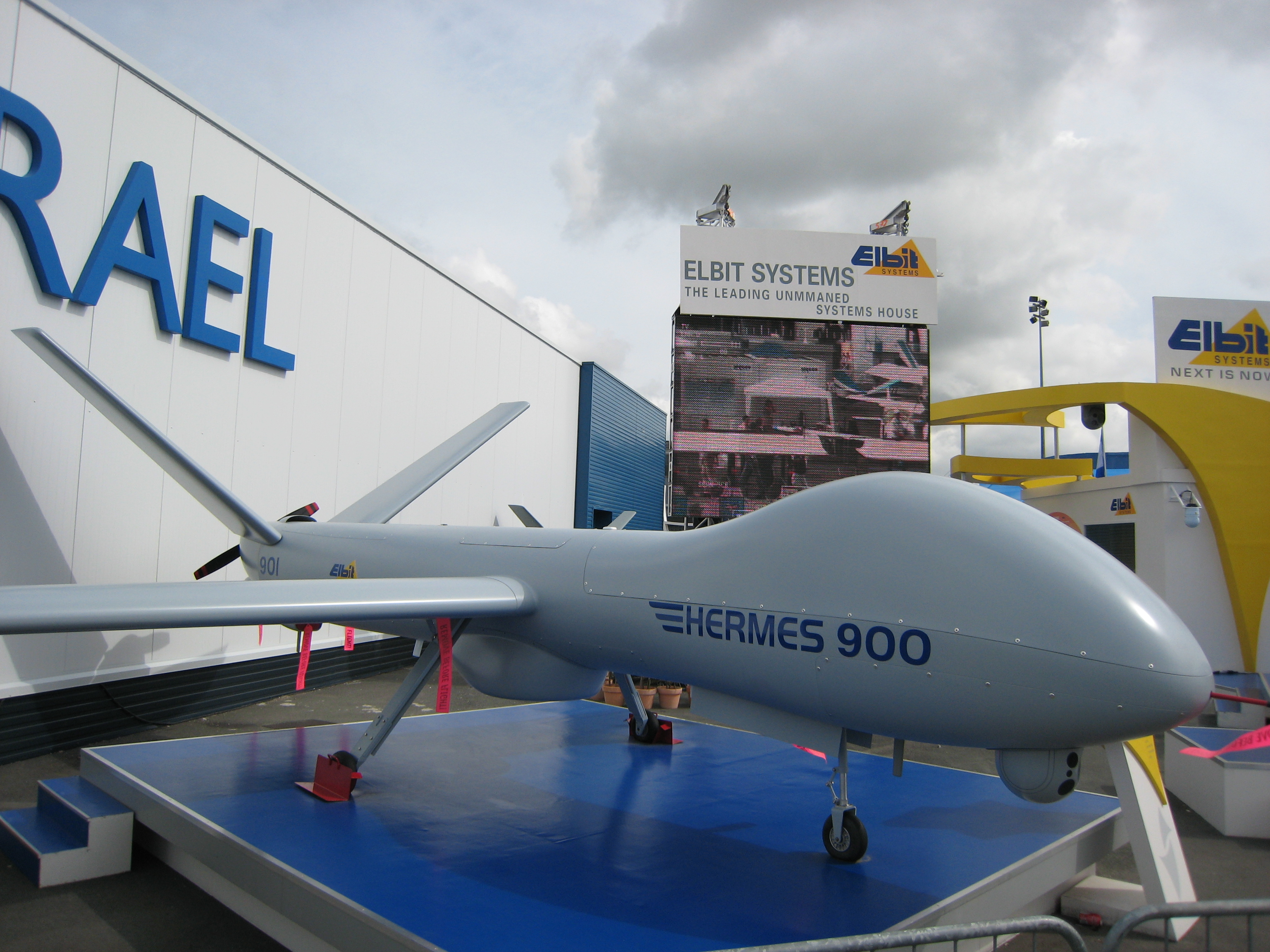
БПЛА Hermes 900 компанії Elbit Systems

Технологічні розробки Ізраїлю ймовірно найбільш відомі в області виробництва зброї. Тут виробляються самі різноманітні продукти військового призначення, від амуніції, ручної зброї, такої як автомат Uzi, артилерії і ймовірно найкращого у світі танку Меркава до найсучасніших електронних військових систем, таких як систем протиракетної оборони Arrow, безпілотні літальні апарати, авіоніка та цілі літаки, такі як Lavi.
Ізраїль пройшов через п'ять великих воєн за 40 років свого існування, що, разом із забороною на експорт зброї до Ізраїлю рядом країн, привело до створення ефективного військово-промислового комплексу. Повний оборот оборонної промисловості Ізраїлю в 2008 році склав близько 3,5 млрд доларів, в галузі задіяно близько 150 компаній. Три найбільші військові компанії: Israel Aircraft Industries (IAI), Israel Military Industries (IMI) і Rafael Arms Development Authority, належать уряду, але уряд активно привертає до цієї галузі й приватні фірми, надаючи їм державні замовлення. Розвиток військово-промислового комплексу привів й до значного експорту зброї, що забезпечує більшу частину доходів галузі, дозволяючи конкурувати з найбільшими оборонними компаніями світу за міжнародні контракти.

## Технології у промисловості
Ізраїльські дослідження та науково-конструкторські роботи в цивільній промисловості переважно зосереджуються на електроніці та ведуться перш за все великими компаніями. Саме ці наукоємні компанії зараз є великими роботодавцями та одним з головних джерел експорту країни.
В області комунікацій наукомісткі області включають оцифровування, обробку, аналіз і передачу зображень, відео, звуків, та інших даних. Продукти, що виробляються в Ізраїлі, включають від телефонного сервісу до комунікаційних пристроїв. Ізраїль також є світовим лідером у виробництві оптоволоконного та електрооптичного приладдя, систем аналізу друкованих плат і приладів нічного бачення. Також тут виробляється багато комп'ютерних продуктів, переважно програмного забезпечення та периферійних продуктів. Тоді як деякі ізраїльські програмні продукти орієнтовані на сервери та суперкомп'ютери, більшість призначені для невеликих комп'ютерів та широкого кола користувачів. Серед прикладів можна згадати популярну програму-комунікатор ICQ. Також тут була розроблений маніпулятор-тачпад, що дозволяє сліпим людям читати текст. Розроблені в країні роботи дозволяють виконання численних завдань, включаючи шліфування діамантів, зварювання, пакування товарів та будівельні роботи. Зараз ведуться дослідження в галузі штучного інтелекту.

## Технології у сільському господарстві

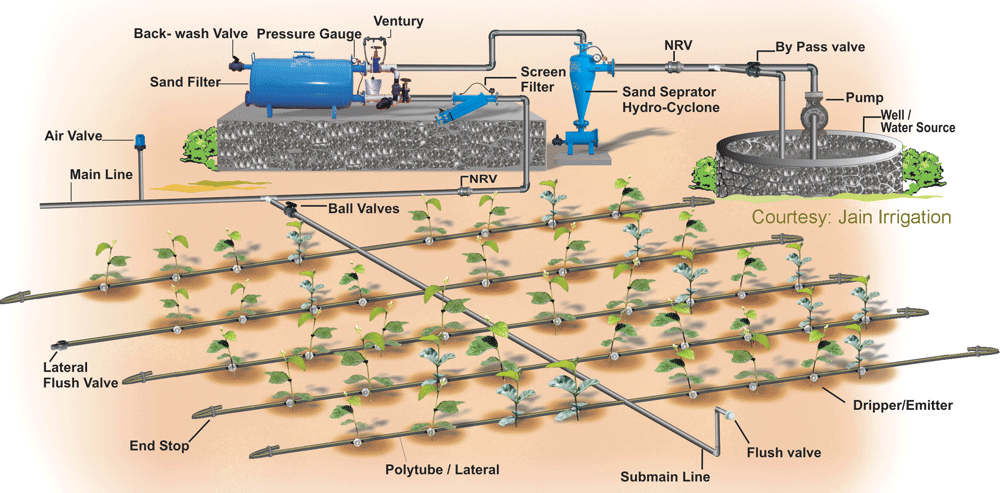
Принцип роботи краплинного зрошування

Володіючи мізерними водними ресурсами, Ізраїль має в своєму розпорядженні розвинені водозберігаючі технології, включаючи крапельне зрошування, розроблене в Ізраїлі. Завдяки методам зрошення, Ізраїль досяг великої врожайності навіть в пустелі Негев та є значним експортером свіжих помідорів та динь на зимові ринки Європи. Також в сільському господарстві країни широко використовуються комп'ютерні методи для контролю удобрення, зрошування, харчування худоби, що дозволяє значно економити ресурси та створюючи оптимальні умови для домашніх худоби та птахів.
Нові технології селекції та генної інженерії також широко використовуються. Так, ізраїльські селекціонери вивели породу корів, що дає рекордні надої, до 10 тис. л на рік. Генно-інженерні методи також привели до створення багатьох генетично модифікованих видів рослин, насіння яких придається на світових ринках, так саме як і біопестицидів. Також в Ізраїлі були розроблені види пластмас, що швидко руйнуються під дією світла.

## Технології в енергетиці

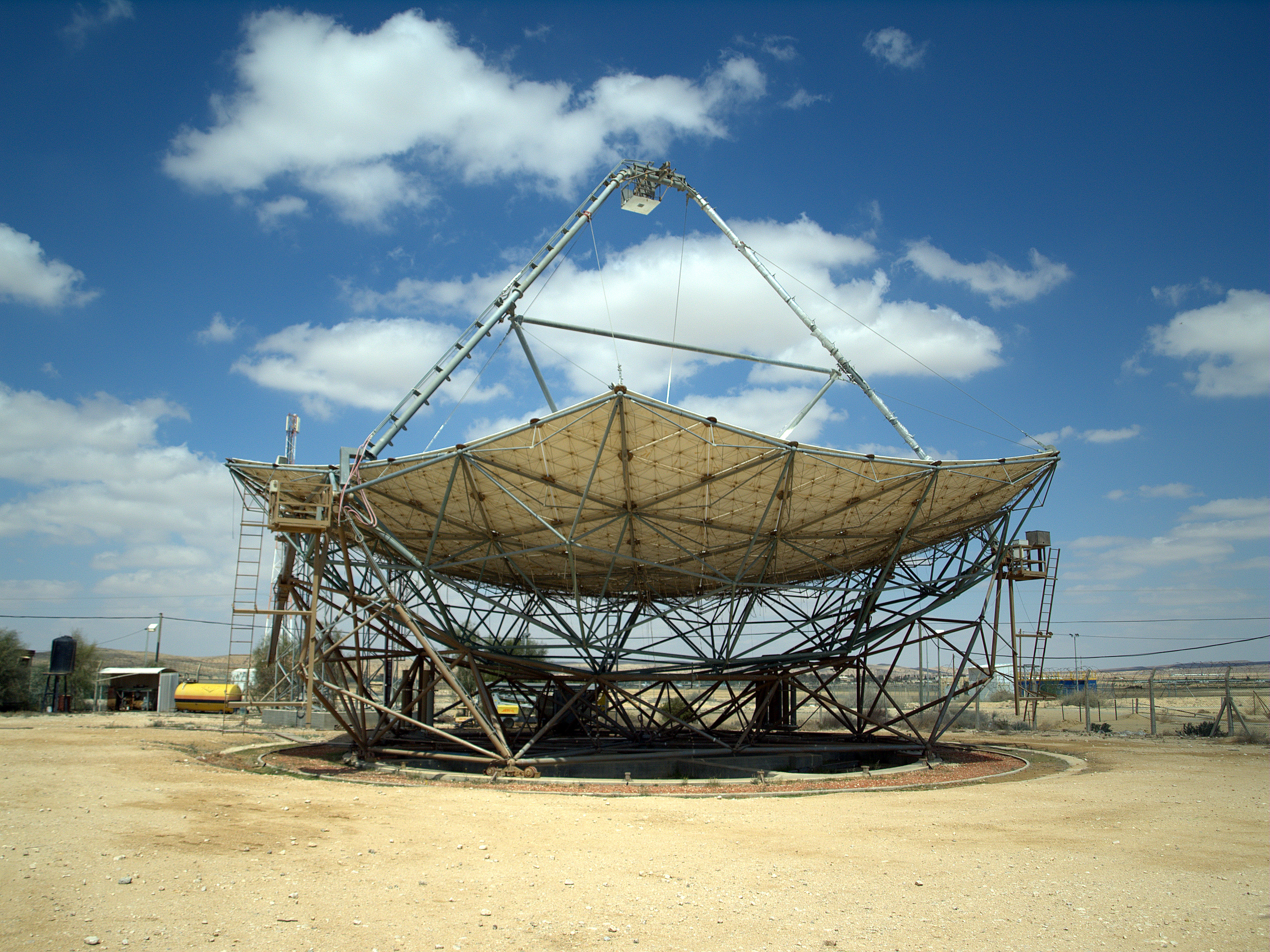
Найбільша у світі антена для збору сонячного світла у Національному центрі Бен-Гуріона, Сде-Бокер

Ізраїль також є одним з лідерів у використанні сонячної енергії на душу населення, розробивши деякі з найсучасніших технологій сонячної енергетики, а ізраїльські компанії працюють над енергетичними проектами по всьому світу. Хоча Ізраїль поки що лише планує будівництво великих сонячних електростанцій, понад 90 % домогосподарств використовують сонячну енергію для нагріву води. Згідно з міністерством національної інфраструктури, щороку країна зберігає близько 2 млн барелів нафти завдяки використанню сонячної енергії, чому, зокрема, допомагає жаркий та сонячний клімат країни та наявність вільних пустельних ділянок.

## Космічна програма
Ще в 1970-х роках Ізраїль почав створювати інфраструктуру, необхідну для досліджень і розробок в області космонавтики. У квітні 1983 року міністр науки і технологій, професор Юваль Неєман, оголосив про створення Ізраїльського космічного агентства (ISA), призначеного координувати і управляти національною космічною програмою. Вже в 1988 році Ізраїль запустив свій перший супутник серії Офек (івр. אופק) «Офек-1» з авіабази-космодрому Пальмахім (івр. פלמחים), ставши тим самим однією з восьми країн, здатних самостійно виробляти і запускати супутники. Ізраїль володіє власною ракетою-носієм Шавіт. Бюджет ізраїльської космічної програми становить всього 1 млн доларів США, без урахування фондів інвестованих в проект «Венус» (близько 7 мільйонів доларів) з приблизно 70 мільйонів, що виділяються щорічно для ізраїльської військової програми. Комерційні космічні проекти фінансуються з інших джерел.
Досвід створення і експлуатації власне ізраїльського комерційного супутника зв'язку (фінансувався значною мірою за рахунок держави) виявився не цілком вдалим.
Всі ізраїльські супутники-шпигуни серії Офек були виведені на орбіту ізраїльською ракетою-носієм з ізраїльського полігону «Пальмахім». Проте деякі супутники інших серій були виведені на орбіту за допомогою іноземних ракет-носіїв і з іноземних космодромів; наприклад, супутник подвійного призначення «Ерос-2» був запущений в 2000 році з російського космодроду «Вільний» за допомогою ракети-носія «Старт-1».
У 2003 році Ілан Рамон став першим ізраїльтянином, що побував в космосі. Він був членом екіпажа шатлу «Колумбія», що розбився при посадці.

## Ядерна програма
Ізраїль не приєднався до Договору про нерозповсюдження ядерної зброї, а частина його ядерних об'єктів не знаходиться під контролем МАГАТЕ. Питаннями ядерної програми Ізраїлю, що включають як військову, так і цивільну компоненти, займається створена в 1952 році Ізраїльська комісія з атомної енергії (IAEC). Дослідження та всі роботи проводяться переважно на ядерних центрах Негев (у місті Дімона) і Сорек (у місті Явне).
Вперше інформація про ізраїльські дослідження з розробки ядерної зброї просочилися до преси 13 грудня 1960 року, коли перші відомості з'явилися в журналі Time, а через 10 років, 18 липня 1970 року в газеті New York Times представниками уряду США було визнано, що їм відомо про ці розробки. Деталі з'явилися лише 5 жовтня 1986 року в газеті Sunday Times від робітника першого ізраїльського ядерного центра Негев Мордехая Вануну. За різними оцінками, в 2006 році в арсеналі Ізраїлю знаходилося близько 300 ядерних зарядів. Так, на думку екс-президента США Джиммі Картера, висловлену в травні 2008 року, їх кількість «150 або більше». За рядом оцінок Ізраїль володіє повноцінною ядерною тріадою і є шостою ядерною державою світу, а за даними Вануну навіть має термоядерну зброю.
Хоча Ізраїль ще не має атомних електростанцій, 3 серпня 2007 року міністр інфраструктури Ізраїлю Біньямін Бен-Еліезер, виступаючи на зустрічі з інженерами в Герцлії, заявив що уряд ухвалив рішення про будівництво АЕС в Негеві. Якщо проект буде здійснений, будівництво буде завершено до 2015 року. Місце для атомної електростанції було виділене урядом ще в 1970-ті роки, а вартість будівництва оцінюється в 1,5-2 млрд доларів. За приблизними оцінками, електростанція зможе забезпечити до 6 % потреби країни в електроенергії у 2020 році.